# Oscar Andersson (skådespelare)
Johan Oscar Anders Andersson, född 8 december 1813 i Stockholm, död 13 januari 1866 i Malmö, var en svensk skådespelare och teaterdirektör. Han var ledare för sitt eget teatersällskap 1850–1866. 

## Biografi
Oscar Andersson blev 1835 efter avlagda examina vid Uppsala universitet, kameralexamen 1833 och hovrättsexamen 1834, tjänsteman i kungliga kansliet. Han var verksam som amatörskådespelare i Kirsteinska huset innan han år 1837 debuterade på Kungliga Dramatiska teatern. 
Han var verksam hos Pierre Joseph Deland 1839–1841, Olof Ulrik Torsslow 1841–1843 och Fredrik Deland. Som aktör ska han särskilt ha uppskattats i tragiska roller, och om honom sades:
"Den liflighet, värme och elegans, han å scenen utvecklade, gjorde i förening med ett ovanligt fördelaktigt yttre honom till en sjelfskrifven jeune premier."
Andersson kom att spela en viktig roll som direktör. Han övertog år 1850 A. G. Wallins teatersällskap. Han uppträdde med sitt sällskap på Humlegårdsteatern i Stockholm om somrarna (från 1853), och i Finland under vintrarna (1856–1859).  Hans teatersällskap hade stort anseende på sin tid och omtalas ofta i dåtida teaterhistoria. Många av den tidens berömda svenska skådespelare var vid någon tidpunkt medlemmar av Anderssons sällskap. Bland dem fanns Angelique Magito, Clementine Swartz, Charlotte Raa-Winterhjelm, Hedvig Harling, Åke Natt och Dag, Carl Petersson, Wilhelm Berglund; Gustaf Sandström och Wilhelm Åhman. 
Åren 1856–1859 hyrde han Engels teater i Helsingfors, där sällskapet uppträdde. 
Om honom som direktör och hans sällskap sades:
"Hans sällskap, bland hvilket han äfven såsom utöfvande konstnär — särskildt karaktersskådespelare — intog främsta rummet, var ett af de utmärktaste och räknade, under skilda tider, inom, sig framstående sceniska talanger."
Från 1863 var han i kompanjonskap med Wilhelm Åhman och Mauritz Pousette, och slutade då att själv uppträda. 
Om Anderssons gärning som konstnär sades: 
"Oscar Andersson var en man, hvilken med det varmaste intresse egnade sig åt sin konst, bland hvars mera framstående utöfvare i vårt land han på sin bästa tid räknades. För den dramatiska konstens utveckling och för att uppmuntra inhemska teaterförfattare sökte han äfven verka genom att vid två tillfällen — åren 1856–1857 — utfästa pris för de bästa, för hans sällskap lämpliga originalstycken. (Prisen vunnos båda gångerna af förf. till "På Gröna Lund", Hedvig Ehrenstam-vonNumers.) Med ett något excentriskt lynne förenade han en aktningsvärd och redbar karakter samt ett godt och ädelt hjerta."
Oscar Andersson var utomäktenskaplig son till Anders Ahrengren. Han var gift med skådespelerskan Maria Christina Andersson (1819-1882).

## Teater

### Roller (ej komplett)
| År   | Roll   | Produktion            | Teater      |
| ---- | ------ | --------------------- | ----------- |
| 1842 | Alarik | Agne Pehr Henrik Ling | Nya Teatern |